# Clavatula nathaliae
Clavatula nathaliae é uma espécie de gastrópode do gênero Clavatula, pertencente a família Clavatulidae.